# Alisa Camplin
Alisa Camplin (Melbourne, Austràlia, 1974) és una esquiadora australiana, ja retirada, especialista en esquí acrobàtic.

## Biografia
Va néixer el 10 de novembre de 1974 a la ciutat de Melbourne.

## Carrera esportiva
Inicià la seva carrera esportiva en la gimnàstica artística, si bé posteriorment es decantà vers a l'esquí acrobàtic. Va participar en els Jocs Olímpics d'Hivern de 2002 realitzats a Salt Lake City (Estats Units), on aconseguí guanyar la medalla d'or en la prova de salts acrobàtics. En els Jocs Olímpics d'Hivern de 2006 realitzats a Torí (Itàlia) aconseguí la medalla de bronze en aquesta mateixa especialitat.
Al llarg de la seva carrera ha guanyat una medalla en el Campionat del Món d'esquí acrobàtic, la medalla d'or l'any 203.